# Gestützte Kommunikation
Gestützte Kommunikation (gelegentlich auch: Gestütztes Schreiben) ist die deutschsprachige Entsprechung des englischsprachigen Fachbegriffs Facilitated Communication (kurz: FC). Ein Kommunikationshelfer, der sogenannte Stützer, berührt eine kommunikationsbeeinträchtigte Person. Diese wird auch Schreiber oder Nutzer genannt. Diese körperliche Hilfestellung soll es der beeinträchtigten Person ermöglichen, eine Kommunikationshilfe zu bedienen. Die Gestützte Kommunikation gilt bei vielen Praktikern und einigen Wissenschaftlern als Methode der Unterstützten Kommunikation – ein Fachgebiet, das sich mit alternativen und ergänzenden Kommunikationsformen für Menschen beschäftigt, die nicht oder nur unzureichend über Lautsprache verfügen. Gestützte Kommunikation kann als Ausprägung des Carpenter-Effekts gesehen werden.

## Entwicklung und Technik
In ihrer heutigen Form wurde die gestützte Kommunikation Ende der 1970er Jahre von der Australierin Rosemary Crossley entwickelt, die einen Weg zur Kommunikation mit einer jungen cerebralparetischen Frau suchte. Später wurde die Methode auch bei Menschen mit Autismus und Down-Syndrom angewandt, heutzutage geschieht dies unabhängig von der medizinischen Diagnose allgemein bei Personen mit einer schweren Kommunikationsbeeinträchtigung.
Bei der gestützten Kommunikation ist die alternative Kommunikationsform fast immer die Schriftsprache. In Einzelfällen werden auch alternative Symbolsysteme benutzt, beispielsweise Piktogramme. Die jeweiligen Symbole werden dabei entweder auf einer Kommunikationstafel bereitgestellt oder auf einer Schreibmaschine, einem Computer oder einem Sprachausgabegerät.
Das Besondere bei der gestützten Kommunikation ist, dass die Symbole von der kommunikationsbeeinträchtigten Person (Schreiber oder Nutzer genannt) unter Hilfestellung einer zweiten Person, des sogenannten Stützers, angesteuert werden. Der Stützer soll dem Schreiber das Zeigen auf die Buchstaben bzw. das Tippen auf der Tastatur erleichtern, indem er die Hand oder einen anderen Körperteil des Schreibers berührt, leichten Gegendruck ausübt, die Auswahl offensichtlich falscher Tasten verhindert und ähnliche körperliche Hilfestellungen gibt. Hierbei gilt das Prinzip der Minimalstützung. Um eine unabhängige Kommunikation zu ermöglichen, wird es als wichtig erachtet, die physische Stütze von Hand bis Schulter immer weiter zurückzunehmen und diese letztlich ganz auszublenden.
Weitere Komponenten der Methode sind die begleitende emotionale und verbale Unterstützung. Der Schreiber wird ermutigt und erfährt Wertschätzung, seine Äußerungen werden verbalisiert und ihm dadurch rückgemeldet. Diese Komponenten sind allerdings nicht spezifisch für die Methode FC, vielmehr sind sie Merkmal fast aller Methoden der unterstützten Kommunikation.
Spezifisch für die gestützte Kommunikation ist auch nicht der Körperkontakt an sich, sondern
- dass der Körperkontakt nicht direkt nach der Anbahnungsphase vollständig ausgeblendet wird und
- dass auch bei den in Körperkontakt entstandenen Mitteilungen die Autorschaft dem Nutzer zugeschrieben wird. Der Stützer versteht sich lediglich als Katalysator bei der Umsetzung von Gedanken des Schreibers in Tippbewegungen; die Stütze gilt als „krankengymnastische Hilfestellung“.[2]

Nach den Annahmen der Befürworter der gestützten Kommunikation fördert die gestützte Kommunikation bis dahin unentdeckte, aber bereits vorhandene kognitive und kommunikative Fähigkeiten zutage. Angenommen wird, dass die Schreiber nur deswegen nicht ungestützt auf Symbole zeigten, weil die entsprechende motorische Umsetzung misslang, also eine Apraxie vorlag. Anderen Autoren zufolge kompensiert die Stütze keine motorischen oder neuromotorischen Defizite, sondern solche der Aufmerksamkeitssteuerung und der sozialen Orientierung. Beiden Erklärungsmodellen gemein ist die Annahme, die Stütze kompensiere Performanzprobleme bei grundsätzlich intakter kognitiver und sprachlicher Kompetenz.

## Wissenschaftlicher Status
Trotz häufigen Einsatzes der Methode in der Praxis wird die Gestützte Kommunikation in Wissenschaft und Fachkreisen als unwirksam und in manchen Fällen sogar als schädlich abgelehnt.
Zahlreiche Studien haben gezeigt, dass die Hilfsperson dem FC-Nutzer – unbewusst und unbeabsichtigt – zeigt, welche Tasten gedrückt werden müssen, womit die Hilfsperson selbst Urheber des entstehenden Textes ist. Im Experiment von Wheeler und Kollegen (1993) wurden den Stützern und den Gestützten unterschiedliche Bilder von Gegenständen gezeigt, die die Gestützten benennen sollten. Die gestützten Probanden tippten jedoch nie den Namen des Gegenstandes ein, den sie selbst gesehen hatten, sondern entweder andere Wörter oder den Namen des Gegenstands, den nur der Stützer gesehen hatte. In einem anderen experimentellen Paradigma wurde den FC-Klienten in Abwesenheit des Unterstützers eine Information gegeben. Sie waren unfähig, diese Information per gestützter Kommunikation weiterzugeben.
Gestützte Kommunikation kann als Ausprägung des Kluger-Hans-Effekts bzw. des Carpenter-Effekts gesehen werden, auf dem das spiritistische Ouija beruht. Vertreter der gestützten Kommunikation räumten zwar ein, dass ein Teil der entstandenen schriftlichen Ergebnisse möglicherweise auf einem „Ouija-Effekt“ beruhe, behaupteten jedoch, dies könne durch verbessertes Training der Stützer verhindert werden.
Ab den 1990er Jahren wurde die Frage nach der Autorenschaft der mit der Gestützten Kommunikation produzierten Texte von verschiedenen Forschungsgruppen untersucht. Nach einer Vergleichsuntersuchung von Biermann (1999) über sämtliche 44 bis dahin publizierten Studien konnten ca. 80 % der untersuchten FC-Schreiber keinerlei authentische Kommunikation produzieren, hingegen war bei 77 % der untersuchten Schreiber Stützereinfluss nachweisbar.
Bei den 20 % der FC-Schreiber, die zumindest eine authentische Kommunikation produzierten, entsprach allerdings das Niveau der FC-Kommunikation in der Regel dem der Kommunikation ohne Stütze. In manchen Fällen war das Niveau auch niedriger, sodass also mit gestützter Kommunikation zwar Informationen übertragen werden konnten, wobei diese auch ohne Hilfe genauso gut oder gar besser hätten übertragen werden können. Die einzige Studie, die unter kontrollierten Bedingungen der gestützten Kommunikation eine Verbesserung der Kommunikation bestätigte, ist aufgrund methodischer Mängel nur mit Vorbehalt repräsentativ.
Es gibt Fälle von schädlichen Anwendungen der FC. In den USA ist die gestützte Kommunikation unter anderem deshalb besonders in Misskredit geraten, weil durch die FC Familienangehörige oder Betreuer fälschlich des sexuellen Missbrauchs gegenüber FC-Nutzern beschuldigt wurden.

## Dokumentationen
- Meine Denksprache. Menschen, die nicht reden können, finden Worte. Dokumentarfilm zur gestützten Kommunikation von Pascale Gmür und Otmar Schmid, Schweiz 2005 (57 Min.).[11]